# 涙の続き
「涙の続き」（なみだのつづき）は、日本の女性歌手、華原朋美の24作目のシングル。

## 解説
- ロングチャートインを記録した前作「あなたがいれば」より約8ヶ月ぶりのリリース。10周年記念・6thアルバム『NAKED』の先行シングル。
- 当初は2005年1月〜2月頃の発売予定より、3ヶ月以上遅れた。
- テレビ東京系ドラマ「水曜ミステリー9」エンディングテーマ（2005年4月～2006年3月）のタイトル曲と、自身の代表曲「I'm proud」のリメイクバージョン「I'm proud 2005」（ヴォーカル再レコーディング&ジャジー調アレンジ）に加え、マイケル・ジャクソンの「ベンのテーマ」の日本語カバー「ベン」（原曲は同時期に放映されたドラマ「あいくるしい」の主題歌）を収録。自身のシングルでは初の3曲収録シングルとなった。
- キャッチコピーは、「デビュー10周年を迎え、輝きを増した“朋ちゃん”の大人の新たな魅力を決定づけるシングル」。
- タイトル曲は、過去の失恋（小室との恋愛）を歌ったバラード。アーティストデビュー10周年を迎え「置かれている状態を整理したい」と10周年を振り返る意味で当時の失恋直後の心境を秋元康が詞にして書き上げた。曲は前作と同じKang Hyun Mingが提供。
- 発売週にHMVで行ったインストアライヴ&握手会で、取材陣につっこまれた際に華原は「今振り返ってみると笑っちゃうような出来事に思えるようになった。今でも（人として）好きで、感謝しています。」と語った。（しかし、マスコミは「今でも好き」という部分だけを誇張して取り上げた。）

## 収録曲
1. 涙の続き
作詞：秋元康 作曲：Kang Hyun Min 編曲：鈴木健治
2. I'm proud 2005
作詞・作曲：Tetsuya Komuro 編曲：松井寛
3. ベン
作詞・作曲：W.Scharf, D.Black 日本語詞：吉川奏 編曲・Pd：坂本昌之
4. 涙の続き [backing track]
5. I'm proud 2005 [backing track]

## 収録アルバム
涙の続き
- オリジナル・アルバム『NAKED』 - 初回限定盤DVDにはPV・メイキング、スポットなど収録
- ベスト・アルバム『ALL TIME SINGLES BEST』